# Blues Forever
Blues Forever (pol. "Blues na zawsze") – bluesowy, bluesrockowy zespół, który powstał około 1987 roku w Ostrowie Wielkopolskim.
Band, który swoją działalność ograniczał głównie do dużej ilości koncertów w klimacie dwunastu, bluesowych taktów oraz boogie, czy lekkiego zabarwienia rockowego. Zespół, jak przyznają jego członkowie, wzorował się głównie na muzyce Canned Heat, których utwory najczęściej znajdowały się w repertuarze. Zespół miał także swoje kompozycje, beztytułowe, zwykle powstałe na scenie.
Pierwszy, założycielski skład Blues Forever to:
- Andrzej Jerzyk – śpiew
- Roman Ziobro (Stare Dobre Małżeństwo) – bas
- Marek Duczmal – perkusja
- Jan Szkudlarek – gitara

Do tego składu należy dodać muzyków następujących:
- Tomasz Oszanowski – gitara
- Darek "Beza" Bezaniuk – bas (zastępstwo dla Romana Ziobry, który z czasem nie mógł pogodzić koncertów z występami zespołu Stare Dobre Małżeństwo)
- Tomasz Rakowski – harmonijka ustna

Blues Forever do gry zagrzewał Leszek Winder oraz zespół Dżem, którzy byli częstymi gośćmi prób zespołu.
Zespół zarejestrował cztery utwory w studiu kaliskiego Radia Centrum, niestety utwory te nie zachowały się.
Zespół Blues Forever usłyszeć można czasem w internetowej, bluesowej rozgłośni - Radio Derf, jednak w tym składzie wokalistą jest Maciej Balcar (Dżem).
Samego Andrzeja Jerzyka, usłyszeć można w poniedziałki o godzinie 23:00 w Radiu Centrum gdzie prowadzi swoją audycję "Okolice Bluesa" (przekaz na żywo odbywa się także za pomocą Radia Centrum Kalisz).